# Louis Tronnier
Louis Tronnier (21 de noviembre de 1897 - 27 de enero dey 1952) fue un general en la Wehrmacht de la Alemania Nazi durante la II Guerra Mundial. Fue condecorado con la Cruz de Caballero de la Cruz de Hierro. Tronnier se rindió a las fuerzas del Ejército Rojo durante la Segunda Ofensiva soviética de Jassy-Kishinev en agosto de 1944. Murió el 27 de enero de 1952 en el campo de prisioneros para oficiales de Voikovo cerca de Ivánovo.

## Condecoraciones
- Cruz de Caballero de la Cruz de Hierro el 28 de noviembre de 1942 como Oberst y comandante del Grenadier-Regiment 70[1]